# Nedre Bränntjärnen
Nedre Bränntjärnen är en sjö i Härnösands kommun i Ångermanland och ingår i Gådeåns huvudavrinningsområde.